# مسعى التنين 8
دراغون كويست 8: جاورني أوف ذا كورسيد كينغ أو مسعى التنين 8: رحلة الملك الملعون (بالإنجليزية: Dragon Quest VIII: Journey of the Cursed King)‏ و(باليابانية: ドラゴンクエストVIII 空と海と大地と呪われし姫君) هي لعبة فيديو تقمص الأدوار مطورة من قبل شركة ليفل-5 ونشرت بواسطة شركة سكوير إنكس لأجهزة بلاي ستيشن 2، وقد تم إنتاج اللعبة في سنة 2004 في اليابان و2005 في أمريكا الشمالية و2006 في بقية أنحاء العالم، ومؤخراً في سنة 2014 تم طرح اللعبة على نظام أندرويد وآي أو إس، وتعتبر هذا اللعبة السلسلة الثامنة من سلسلة ألعاب دراغون كويست.

## روابط خارجية
- مسعى التنين 8 على موقع IMDb (الإنجليزية)